# ينس موريس
ينس موريس (بالهولندية: Jens Mouris)‏ مواليد 12 مارس 1980 في أمستردام، هولندا، هو دراج هولندي في صنف سباق الدراجات على الطريق وعلى المضمار. شارك في دورة الألعاب الأولمبية الصيفية.

## سجل النتائج

### سباقات أو مراحل فاز بها
- بطولة العالم لسباق الدراجات على الطريق

## الميداليات
| الميدالية | المسابقة                                    |
| --------- | ------------------------------------------- |
| فضية      | بطولة العالم لسباق الدراجات على الطريق 2013 |
| برونزية   | بطولة العالم لسباق الدراجات على الطريق 2012 |

## روابط خارجية
- ينس موريس على موقع الاتحاد الدولي للدراجات (الإنجليزية)
- ينس موريس على موقع أرشيف الدراجات (الإنجليزية)
- ينس موريس على موقع إحصائيات الدراجات الإحترافية (الإنجليزية)
- ينس موريس على موقع نسبة الدراجات (الإنجليزية)
- ينس موريس على موقع CycleBase (الإنجليزية)
- ينس موريس على موقع أوليمبيديا (الإنجليزية)